# Ролит
Ролит (составная аббревиатура от названия «Кооператив „работник литературы“», укр. Кооператив „Робітник літератури“») — жилой дом писателей, построенный в 1930-е годы в Киеве по адресу: улица Богдана Хмельницкого, 68, расположенный на перекрёстке нынешних ул. Богдана Хмельницкого и ул. Михаила Коцюбинского. В разные времена здесь проживали около 130 литераторов, а также некоторые известные деятели искусств. Ролит — абсолютный рекордсмен на Украине по количеству мемориальных досок на фасаде (29). Прилегающие дома по ул. Коцюбинского также являются объектом большой концентрации жильцов из числа украинских литераторов.

## История строительства

### Первая очередь
Основать собственный жилищный кооператив киевские писатели решили по примеру харьковских коллег, построивших в 1928 дом «Слово» (нынешняя ул. Культуры, 9). Местом для Ролита был избран бывший Святославский овраг на углу современных улиц Б. Хмельницкого и М. Коцюбинского. Архитектурный проект в стиле модного тогда конструктивизма создал выдающийся зодчий и художник В. Г. Кричевский вместе со своим помощником и учеником П. Ф. Костырко. Правда, учитывая финансовые трудности им не раз приходилось коренным образом переделывать проект, ухудшая первоначальный замысел. Из-за недостатка средств строительство несколько раз останавливалось. Чтобы ускорить сооружение, писатели и члены их семей нередко помогали строителям.

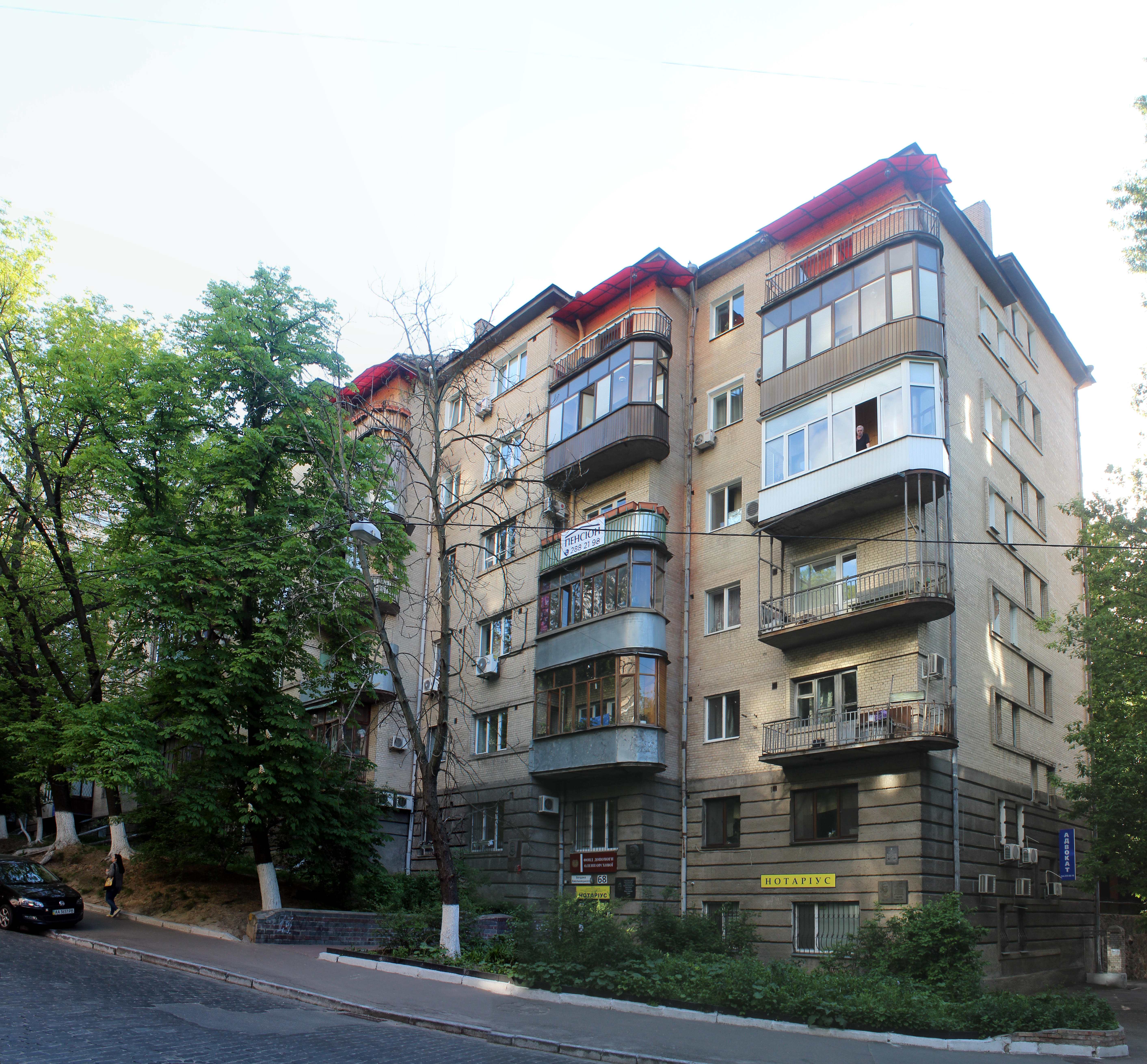
1-я очередь Ролита

Первый корпус Ролита, который простирается вдоль ул. М. Коцюбинского, начал заселяться в декабре 1934 г. Он насчитывает пять подъездов с шестьюдесятью квартирами. Большинство из них — двух- и трехкомнатные. В пятом подъезде расположены шесть четырёхкомнатных квартир, предназначенных для руководства Союза писателей. Ролит строился как дорогое элитное жилье. В Киеве 1930-х годов отдельная квартира на несколько комнат, с персональным телефоном и всеми бытовыми удобствами считалась роскошью. Исключение составляют кухни, которые во всех квартирах маленькие — несколько квадратных метров. Но это отражает дух времени: предполагалось, что жители будут питаться в общей столовой, а индивидуальная кухня потребуется разве что для кипячения чая.

### Вторая очередь
Вскоре со стороны ул. Б. Хмельницкого началось строительство нового корпуса Ролита. Проект составил киевский архитектор Н. В. Сдобнев в классическом стиле. Вторая очередь существенно отличалась от первой: один подъезд, семь этажей и 14 роскошных квартир. Квартиры в правом крыле подъезда — пятикомнатные (площадью 120,9 м²), в левом — четырёхкомнатные (97,6 м²), с просторными рабочими кабинетами (22-25 м²).
Весной 1939 г. помпезное сооружение приняло своих обитателей — ведущих украинских советских писателей. Интересно, что проект предусматривал наличие у них прислуги: в каждой квартире запроектировали специальную комнатку для проживания домработницы, а из кухни оборудованы для неё чёрный ход во двор (без лифта). Те, кто остался жить в первой очереди, сразу нарекли новый корпус «барским».
В дополнение ко всем этим удобствам новое сооружение снабдили ещё и мансардой — неотъемлемой частью тогдашнего жилья для элиты. В ней архитектор планировал разместить литературное кафе. Однако оно так и не открылось. Долгое время помещение стояло пустым. А уже после войны мансарду облюбовали киевские художники для мастерских.

## Известные жители
- Абчук, Авром Пинхусович
- Борис Антоненко-Давыдович (кв. 24, 53)
- Николай Бажан (кв. 31, 76)
- Алексей Ватуля (кв. 39)
- Леонид Вышеславский (кв. 74)
- Остап Вишня (кв. 21)
- Савва Голованивский (кв. 55)
- Андрей Головко (кв. 71)
- Олесь Гончар (кв. 65)
- Семён Гордеев (кв. 55, 25)
- Давид Гофштейн (кв. 62)
- Николай Дубов (кв. 29)
- Любовь Забашта (кв. 68)
- Оксана Иваненко (кв. 6)
- Абрам Каган (?)
- Иван Кочерга (кв. 4)
- Ицик Кипнис (кв. 37)
- Александр Копыленко (кв. 72)
- Александр Корнейчук (кв. 15)
- Иван Кулик (кв. 46)
- Алексей Кундзич (кв. 9, 38)
- Аркадий Любченко (кв. 21)
- Борис Лятошинский (кв. 63)
- Андрей Малышко (кв. 68)
- Иван Микитенко (кв. 52)
- Петро Панч (кв. 58, 64)
- Леонид Первомайский (кв. 69)
- Александр Пидсуха (кв. 6)
- Натан Рыбак (кв. 61)
- Максим Рыльский (кв. 70)
- Николай Руденко (кв. 24)
- Иван Сенченко (кв. 16)
- Семен Скляренко (кв. 11, 24)
- Леонид Смелянский (кв. 29)
- Юрий Смолич (кв. 18)
- Вадим Собко (кв. 62)
- Владимир Сосюра (кв.34)
- Михаил Стельмах (кв. 70)
- Павел Тычина (кв. 38, 68)
- Зиновий Толкачев (кв. 40)
- Павел Усенко (кв. 67)
- Мыкола Шпак (кв. 15)
- Никита Шумило (кв. 66)
- Юрий Яновский (кв. 66)
- Михаил Чабановский
- Владимир Торин (кв. 59)
- Гарцман, Матвей Давидович (кв. 32)
- Пригара, Мария Аркадьевна (кв. 53)
- Терень Масенко

## Роль в истории литературы
Более полувека адрес Ролита воспринимали как синоним украинской литературы. В его стенах были написаны «Песня про рушник» А. Малышко, роман «Собор» О. Гончара, украинский перевод «Витязя в тигровой шкуре» Ш. Руставели, который осуществил М. Бажан, роман " Донецкий Кряж " В. Торина и др. Писатели встречались, ходили друг к другу в гости, дружили семьями, читали друг другу свои произведения. В Ролит приходили письма, которые писали любимым поэтам и прозаикам читатели со словами благодарности или поддержки. Сюда приходили журналисты брать у писателей интервью, и литераторы, стремясь, чтобы седовласые метра благословили их первые шаги в изящной словесности. За многие годы вокруг дома сложилась особая атмосфера, своеобразная литературная аура.
Словно большое зеркало, Ролит отразил все печали и трагедии украинской литературы XX века. Здесь жили не только писатели, обласканные и награждены советскими властями, но и те, за кем следил НКВД—КГБ. Дом пережил три волны сталинских репрессий. Отсюда шли в тюрьмы, в концлагеря, на смерть от чекистской пули, на фронт и в эвакуацию. Сюда приходили указы о награждении орденами, а за ними — постановления ЦК об «идейных ошибках» в литературе.
Многие из жителей Ролита переехали в него из другого писательского кооператива — харьковского дома «Слово» после переноса столицы УССР из Харькова в Киев в 1934 г.
Ролит упоминается в поэтических произведениях («Когда в июне началась война …» Л. Первомайского, «В Киеве, где вверх гнется улица …» С. Голованивского, «Наш добрый дом» В. Малышко), в мемуарах и дневниковых записях (Д. Гуменной, У. Самчука, А. Любченко, В. Чередниченко, О. Гончара, И. Кипниса, Б. Рыльского и других).

## Современное состояние
Литературная история дома продолжалась ровно семь десятилетий. Последними среди известных литераторов — жителей Ролита умерли старейший русский поэт Украины Л. Вышеславский (2002 г.) и писатель и правозащитник, Герой Украины Н. Руденко (2004 г.). Настоящим ветераном Ролита ныне является литературовед и многолетний главный редактор журнала «Всесвіт» («Вселенная») Олег Микитенко. Он единственный, кто живёт в доме с первого дня (въехал сюда шестилетним мальчиком). Подавляющее большинство нынешних жителей прямого отношения к литературе не имеют.
В 1970 Ролит объявлен памятником истории. В доме сохранились мемориальные комнаты И. Микитенко, А. Копыленко, О. Гончара, Л. Вышеславского, композитора Б. Лятошинского. В некоторых помещениях, где жили и работали литературные классики, сегодня разместились фирмы и офисы. Актуальной остаётся проблема сохранения историко-архитектурной среды Ролита.

## Интересные факты
- Среди кооператоров Ролита были Степан Васильченко, Олекса Влызько, Григорий Косынка, Евгений Плужник, Борис Антоненко-Давидович. Но ролитовцами они так и не стали: С. Васильченко умер в 1932 году, а остальные оказались в заключении накануне вселения. Лишь последний из них поселился в доме после того, как вернулся из ссылки.
- Художник З. Толкачев, прожив в Ролите более сорока лет, постоянно рисовал своих соседей по дому. Сначала — для книги, которую должен был выпустить «Гослитиздат», а затем без всякого заказа, по зову души. Всего таких работ насчитывается около ста. Поэтому есть основания говорить о целой портретной галерее Ролита.
- На фасадах Ролита установлено 29 памятных досок — больше, чем на любом другом доме на Украине. Первая доска открыта в 1958 году, последняя — в 2011.